# カブルー
カブルー(Kabru)は、ネパールとインドの国境にあるヒマラヤ山脈の山である。カンチェンジュンガから南に伸びる尾根上にあり、世界最南端の7,000メートル峰である。
カブルーが属する尾根は、以下の部分から構成される（北から南に）。
- カンチェンジュンガ山頂（標高8476 m、北緯27度41分30秒 東経88度09分15秒 / 北緯27.69167度 東経88.15417度）
- 6600–6700 mの鞍部（北緯27度39分51秒 東経88度09分39秒 / 北緯27.66417度 東経88.16083度）
- 7349 mの頂。タルン（ドイツ語版）(Talung)と呼ばれる。（北緯27度39分18秒 東経88度07分51秒 / 北緯27.65500度 東経88.13083度）
- 6983 mの鞍部（北緯27度38分51秒 東経88度07分21秒 / 北緯27.64750度 東経88.12250度）
- 7412 mの頂（北緯27度38分06秒 東経88度07分06秒 / 北緯27.63500度 東経88.11833度）。カブルーの最高峰であり、単独の山として分類されるのに十分なプロミネンスがある。いくつかの情報源ではこの山がカブルーIV峰と混同されているが、これが正しいかどうかや、カブルーの名前がこの頂に正しく適用されているかどうかは明らかではない。
- 万年雪原。南北約2 km、東西約1 km。標高は7200 m以上で、この万年雪原を分割する分水界はこの高さを下回ることはない。
- 7338 mの頂（北緯27度37分09秒 東経88度07分28秒 / 北緯27.61917度 東経88.12444度）。万年雪原の東の境界。この頂はカブルー北峰(Kabru North)と呼ばれている。7412 mの頂よりも低いが、カブルーの最高点と見なされることがあり、7412 mの頂はカンチェンジュンガへの尾根に沿った名前のない頂と見なされる。
- 約7200 mの鞍部
- 7318 mの頂（北緯27度36分30秒 東経88度06分42秒 / 北緯27.60833度 東経88.11167度）。カブルー南峰(Kabru South)と呼ばれ、世界最南端の7000メートル峰である。

カブルー南峰の南西には、6400 mの鞍部を介してラトン(Rathong)と呼ばれる6682 mの頂がある。その南東には、6600 mのカブルードーム(Kabru Dome)がある。

## 登頂歴

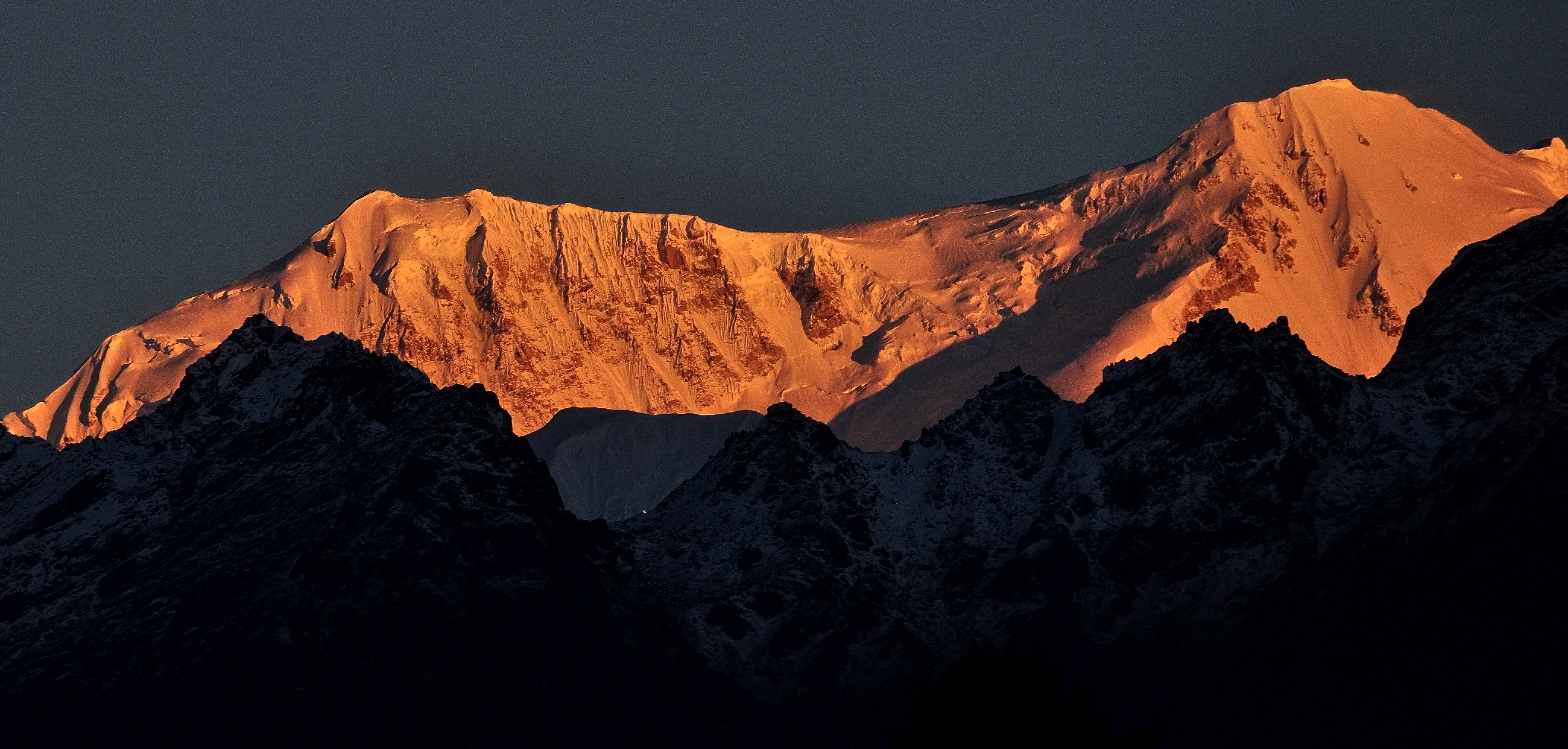
シッキムから見た朝のカブルー（2013年）

カブルー北峰は、1883年もしくは1907年に人類の最高到達高度が記録された場所である。イギリスの法廷弁護士のウィリアム・ウッドマン・グラハム、スイスのホテル経営者のエイミル・ボス、スイスの山岳ガイドのウルリッヒ・カウフマンは、1883年10月8日午後2時に、グラハムが「氷の柱にすぎない」と表現した山頂の下30〜40フィート（約10メートル）の地点に達したと報告した。この登頂の報告に対し、アルパインクラブのメンバーとインド測量局は疑いを持ったが、ヒマラヤの登山仲間は疑問視しておらず、グラハムらの主張がすぐに却下されることはなかった。最近の分析によると、グラハムらの主張は正しかったようである。グラハムらがカブルーの7325 mの地点まで登ったとすると、これは当時の最高到達高度記録を少なくとも360 m更新するものであり、1909年にアブルッツィ公がチョゴリザの標高7500 m地点に到達するまでの26年間、その記録を保持していたことになる。
グラハムらの主張が却下されたとしても、1907年10月20日に、ノルウェーのカール・ルーベンソンとモンラード・アースが山頂から50 m以内に到達し、同じ頂が疑いの余地のない最高到達高度の場所になった。ルーベンソンらは、グラハムらが24年前に到達したのと同じ地点に到達したと信じていた。
カブルー北峰の山頂には、1935年11月18日にC・R・クックが初登頂した。これは無酸素による単独登頂であり、1953年まで、単独登頂による最高到達地点となった。
タルン（7349 m）の初登頂は、1964年5月18日に、フランツ・リンドナーらドイツ隊によってなされた。ドイツ隊は西側斜面と南の鞍部を経由した。当初の計画は、6983メートルの鞍部を経由して7412メートル峰に登頂するというものだったが、これは断念された。
1994年5月10日、A・アビー少佐が率いるインド陸軍遠征隊の12人の隊員がカブルー北峰（7338 m）の頂上に到着した。5月13日には、さらに5人の登山者がこの頂上に到達した。その間の鞍部から、5月12日と13日に合計27人の兵士がカブルー南峰（7318 m）への初登頂を行った。この遠征ではさらにカブルーの最高峰（7412 m）にも初登頂された。彼らはこの頂をカブルーIII峰と呼び、当時は標高7395メートルと推定されていた。Naib Subedar Dan Singh率いる3人のグループが5月12日に、Naib Subedar Devi Singh率いる4人のグループが5月13日に登頂し、3つの頂すべての登頂を完了した。
2004年、セルビアの登山者のグループが、カブルー南峰の西面を登ろうとしたが失敗した。一連の雪崩により、グループは登頂を断念した。
タルンの北北西ピラーは、2015年に2人のウクライナ人登山家、Mikhail FominとNikita Balabanovが初登頂し、これによりこの年のピオレドール賞を獲得した。これはタルンの5回目の登頂だった。